# Brother Bear
Brother Bear is een Amerikaanse animatiefilm van Walt Disney Studios, uitgebracht in 2003. Het is de 44e animatiefilm van Disney.
Even leek het erop dat Brother Bear de laatste originele tekenfilm van Walt Disney Studios zou worden, door de opkomst van computeranimatie. Disney heropende echter toch zijn tekenstudio's.

## Verhaal
Kenai, Denahi en Sitka zijn drie broers van wie Sitka de oudste is. Ze leven in Noord-Amerika in de periode kort na de laatste ijstijd, in een ongeving waar ook nog levende mammoeten zijn. Kenai, de jongste, heeft een enorme haat jegens beren. Hij is dan ook niet blij als hij bij zijn ceremonie waarbij hij volwassen wordt de "beer van liefde" als totem krijgt. Volgens hem denkt en voelt een beer niets en kan dit dier dus geen liefde hebben of geven.
Na de ceremonie steelt een beer de vis die de broers hadden gevangen voor het feest na de ceremonie. Kenai en zijn broers sporen de beer op en drijven hem naar een gletsjer. Wanneer de beer zijn broers wil aanvallen, maakt Sitka met zijn speer een barst in het ijs van de gletsjer, waardoor er een scheur ontstaat met een ijslawine tot gevolg. De beer en Sitka vallen beiden naar beneden in het water. De beer overleeft de val, maar Sitka niet. Kenai is radeloos door de dood van zijn broer. Alles wat hij geleerd heeft over de natuur slaat hij in de wind en hij trekt er op uit om de beer te doden. Hij slaagt hierin, maar de geesten van zijn voorouders willen hem laten inzien dat elk leven waarde heeft, daarom veranderen ze hem zelf in een beer.
Niet veel later arriveert Denahi, en vindt hij de verscheurde kleren van Kenai. Niet beseffend wat er is gebeurd, neemt hij aan dat Kenai ook slachtoffer geworden is van dezelfde beer die Sitka doodde. Hij zweert dat hij wraak zal nemen op het monster dat zijn broers heeft gedood. 
De volgende dag wakker wordt Kenai begroet door Tanana, de sjamaan van het dorp. Ze vertelt dat hij op zoek moet gaan naar de geest van Sitka om zijn problemen op te lossen, en dat de plek waar hij hem zal vinden De Berg Waar Het Licht De Aarde Raakt is. Dan is Tanana weer verdwenen. 
Kenai begint aan zijn zoektocht. Hij ontmoet twee elanden, Rutt en Tuke, en Koda, een berenjong dat zijn moeder kwijt is geraakt. Koda zegt te weten waar Kenai's bestemming is. Samen gaan ze op reis naar de berg, waar ook de rivier is waar alle beren jaarlijks hun zalmenjacht houden en waarvan Koda gelooft dat hij daar zijn moeder weer zal vinden.
Kenai en Koda raken tijdens hun reis steeds meer aan elkaar gewend. Uiteindelijk worden ze goede vrienden en beschouwen ze elkaar zelfs als een soort broers.
Als de twee beren arriveren bij de berg is de zalmenjacht in volle gang, maar Koda's moeder is niet aanwezig. Uiteindelijk blijkt dat de beer die Kenai eerder in de film doodde Koda's moeder is. Kenai biecht vervolgens met grote schaamte op wat hij gedaan heeft. Koda voelt zich eveneens verraden en vertrekt. Van Rutt en Tuke leert Koda de waarde van broederschap en hij besluit om Kenai weer te zoeken.
Kenai wordt steeds achternagezeten door Denahi. Als hij arriveert op de top van de berg, komt hij Denahi weer tegen en volgt er een laatste gevecht. In het gevecht vallen Kenai en Denahi van een klif  naar beneden. Dan verschijnt Koda, die Denahi afleidt. Als blijkt dat Kenai bereid is zijn leven voor Koda op te offeren verschijnt Sitka's geest, die Kenai weer terug in een mens verandert. Omdat Kenai beseft dat Koda hem nodig heeft, nu zijn moeder dood is, laat hij zich toch weer in een beer veranderen.
Op het einde is er nog de ceremonie te zien waarbij Denahi Kenai's pootafdruk zet op de muur waar alle handafdrukken van hun voorouders staan.

## Stemmen

### Originele Engelstalige versie
- Kenai: Joaquin Phoenix
- Koda: Jeremy Suarez
- Denahi: Jason Raize
- Rutt: Rick Moranis
- Tuke: Dave Thomas
- Sitka: D.B. Sweeney
- Tanana: Joan Copeland
- Tug: Michael Clarke Duncan
- Old Denahi: Harold Gould
- Ram 1: Paul Christie
- Ram 2: Daniel Mastrogiorgio
- Old Lady Bear: Estelle Harris
- Male Lover Bear: Greg Proops
- Female Lover Bear: Pauley Perrette
- Croatian Bear: Darko Cesar
- Chipmunks: Bumper Robinson
- Narrator: Angayuqaq Oscar Kawagley, Ph.D.

### Nederlandse versie
- Kenai: Egbert-Jan Weeber
- Koda: Jimmy Lange
- Tuke/Sam: Remco Veldhuis
- Rutt/Moes: Richard Kemper
- Tanana: Mies Bouwman
- Tug / Ted: Pim Koopman
- Denahi: Danny de Munk
- Sitka: Tony Neef
- Ram 1: Bart Bosch
- Ram 2: Dieter Jansen
- Oude Berin: Aafke van der Meij
- Verliefde beer: Paul Klooté
- Verliefde berin: Marlies Somers
- Kroatische beer: Darko Cesar
- Eekhoorn 1: Ruud Drupsteen
- Eekhoorn 2: Bart Bosch
- Verteller: Huib Broos

### Vlaamse versie
- Kenai: Staf Coppens
- Koda: Arent Jaspaert
- Denahi: Frederik Imbo
- Sam: Stany Crets
- Moes: Peter Van den Begin
- Sitka: Tom Van Landuyt
- Tanana: Lea Couzin
- Ted: Hans Royaards
- Ram 1: Ronny Mosuse
- Ram 2: Peter Van Gucht
- Oude Berin: Nora Tilley
- Verliefde beer: Nico Sturm
- Verliefde berin: Mieke Laureys
- Kroatische beer: Darko Cesar
- Eekhoorn 1: David Verbeeck
- Eekhoorn 2: David Davidse
- Verteller: Paul Codde

## Achtergrond

### Productie
In 2002 kondigde Digital Media Effects de film aan met de titel Bears. Eerder, in 2001, kondigde een artikel in IGN ook al een aankomende Disneyfilm met de naam Bears aan.
De film is grotendeels getekend met traditionele animatie, maar er zijn ook enkele computeranimaties in verwerkt, zoals de zalmen in de rivier en de stormloop van de kariboes. Volgens tekenaar Armand Serrano werden er levende beren naar de studio gehaald om model te staan. Ook werden buitenschetsen gemaakt in onder andere Fort Wilderness in Florida.
Oorspronkelijk zou Denahi Kenais vader zijn. Dit werd later veranderd naar zijn broer. Ook stond in oudere versies van het script een beer genaamd Grizz centraal in het verhaal. Hij zou Kenais mentor worden.

### Filmmuziek
De filmmuziek is verzorgd door Phil Collins. Hij verzorgde ook al de muziek van de Disney-film Tarzan.
Ook Tina Turner en een Bulgaars vrouwenkoor zingen een lied in de film.
Het nummer "Look through my eyes" werd niet tijdens de film zelf gedraaid, maar alleen tijdens de aftiteling. Desondanks behoort het wel tot de muziek van Brother Bear en werd het nummer als single uitgebracht.
De nummers zijn:
1. "Look Through My Eyes"
2. "Great Spirits"
3. "Welcome"
4. "No Way Out"
5. "Transformation"
6. "On My Way"
7. "The Fishing Song"
8. "Welcome"
9. "No Way Out"
10. "Transformation"
11. Three Brothers
12. Awakes as a Bear
13. Wilderness of Danger and Beauty
14. "Great Spirits"

### Reacties
De film werd met gemengde reacties ontvangen door critici. Veel zagen het als een bewerking van de eerdere Disneyfilm de Leeuwenkoning en de 20th Century Fox-film Ice Age (hoewel productie van Brother Bear al voor Ice Age begon). De bekende Amerikaanse critici Roger Ebert en Richard Roeper gaven de film wel goede beoordelingen.
In Amerika kreeg de film vooral kritiek van Christelijke fundamentalisten, die vonden dat de film te veel spiritualisme promootte en derhalve immoreel was. Aan de andere kant prees de U.S. Conference of Catholic Bishops de film vanwege de sterke filosofie in het verhaal, welke volgens hen leek op die van St. Franciscus van Assisi.
De film bracht in de bioscopen $85.336.277 op in de Verenigde Staten en $164.700.000 daarbuiten, wat de totale opbrengst op $250.383.219 brengt. De dvd-uitgave in maart 2004 bracht nog eens meer dan $167 miljoen op.

### Vervolg
In 2006 werd de film opgevolgd door de direct-naar-video film Brother Bear 2.

## Prijzen en nominaties
In 2004 won Brother Bear twee prijzen:
- De ASCAP Award voor Top Box Office Films
- De BMI Film Music Award

Verder werd de film voor nog eens twintig prijzen genomineerd, waaronder een Academy Award voor beste animatiefilm, een Saturn Award, acht Annie Awards en twee Golden Reel Awards